# Astyochia vitrea
Astyochia vitrea là một loài bướm đêm trong họ Geometridae.